# Renato Bertolini
Renato Bertolini, genannt Vittorio Sarpi (* 30. März 1905 in Fivizzano; † 1983) war ein italienischer Kommunist, Widerstandskämpfer gegen den Nationalsozialismus, Spanienkämpfer, Häftling im KZ Buchenwald, Mitglied des Generalrates der illegalen militärischen Sektion der IMO, Sekretär der FIR und Vizepräsident des Internationalen Komitees Buchenwald-Dora und Kommandos.

## Leben
Bertolini trat in die Kommunistische Partei Italiens ein und folgte dem Aufruf, sich an der Verteidigung der Spanischen Republik zu beteiligen. Er kämpfte als Hauptmann in der 12. Internationalen Brigade „Garibaldi“ gegen die Franco-Putschisten. Nach seiner Gefangennahme wurde er in Frankreich interniert und zusammen mit 125 Personen am 19. Januar 1943 in das KZ Buchenwald deportiert. Hier beteiligte er sich am Häftlingswiderstand und wurde Mitglied in der militärischen Sektion Italiens innerhalb der Internationalen Militär-Organisation (IMO).
Nach dem Ende der NS-Herrschaft ging er nach Italien zurück und engagierte sich an der erinnerungspolitischen Arbeit zur Fortführung des Vermächtnisses der befreiten Buchenwald-Häftlinge. Er wurde Sekretär der FIR und arbeitete als Vizepräsident im Internationalen Komitee Buchenwald-Dora und Kommandos. 1957 verfasste er einen Bericht mit dem Titel Die italienischen Häftlinge im Widerstand gegen die SS.